# Exiles (Malibu Comics)
Gli Exiles sono stati un gruppo di personaggi dei fumetti creati da Steve Gerber, Tom Mason, Dave Olbrich e Chris Ulm (testi) e Paul Pelletier (disegni), pubblicati dalla Malibu Comics nel 1993.

## Storia
Il gruppo venne fondato e guidato da Rachel Deming. La maggior parte della storia ruotava intorno a un fatale "virus Theta", il trattamento del quale conferiva ai personaggi poteri sovrumani. Ciononostante, la mancanza di allenamento, coesione e leadership portò il gruppo al disastro. A differenza degli ordinari plot narrativi secondo i quali varie persone vengono riunite in un gruppo per sconfiggere il male e diventano un team affiatato, in questa serie infatti degli errori strategici causarono una forte esplosione generata dalla recluta Amber Hunt, che uccise o menomò tutti gli altri membri del gruppo e distrusse il loro quartier generale. Ciò avvenne alla fine del numero 4 (ultimo numero della serie), che funse anche da prologo di Break-Thru, il primo crossover della Ultraverse.
Dopo l'acquisizione della Malibu da parte della Marvel Comics, venne aperta una nuova serie dal titolo The All-New Exiles durata 11 numeri. Di quel gruppo (scioltosi definitivamente in Ultraforce vol. 2 n. 13) fece parte anche il mutante Fenomeno.

## Origini
La serie Exiles fu concepita nel 1992 da Mason, Olbrich e Ulm quando ancora la Malibu era parte della Image Comics, quindi ben prima della creazione dell'Ultraverse. Fu annunciato come culmine del primo arco narrativo un cross-over con gli Youngblood di Rob Liefeld, con entrambi i gruppi schierati contro la Visionary Production. Durante il cross-over si sarebbero verificate situazioni che poi Gerber avrebbe riciclato in modo più estremo nel suo restyling della serie. Gli Exiles avrebbero subito un pesantissimo assalto al loro quartier generale con la morte di un elemento. Al culmine della saga un altro componente del gruppo sarebbe passato agli Youngblood. Nuovi elementi destinati a colmare le perdite sarebbero apparsi nelle testate successive, in un progetto che prevedeva un roster del gruppo particolarmente mutevole a causa di abbandoni, tradimenti e alcune morti (concetto poi impiegato un decennio più tardi dalla Marvel Comics per il proprio gruppo Exiles). Il progetto però si arenò dopo un solo numero -intanto completato a livello grafico da Pelletier- in quanto i tre suoi autori erano troppo impegnati su altre serie. Tempo dopo, la Malibu affidò la serie a Steve Gerber che la ridusse a quattro numeri trasformandola in uno start-up per il crossover Break Thru.